# Водій для Віри
«Воді́й для Ві́ри» (рос. Водитель для Веры) — українсько-російський психологічно-драматичний фільм 2004 року російського режисера Павла Чухрая. Фільм отримав численні російські нагороди, зокрема «Найкращий фільм» на фестивалі в Сочі.

## Сюжет
Дія фільму відбувається в СРСР, в 1960-ті роки. Сержант Віктор — молодий і ставний, він дивиться на життя просто і прагматично; він готовий на все задля досягнення своєї головної мети — зробити кар'єру. Поки що фортуна сприяє йому: його, курсанта привілейованої кремлівської роти, армійський генерал бере своїм особистим водієм.
Генерал-лейтенант Сєров розраховує одружити його на своїй безталанній та кульгавій дочці Вірі. Нового водія, Віктора, це не надто бентежить, адже він виріс сиротою в дитячому будинку, в убогості, й за шанс пробитися «у люди» готовий одружитися навіть з дочкою-калікою генерала. Віра, нічого не підозрюючи, закохується в нього й починає будувати сімейні плани. Та й сам Віктор, постійно піклуючись про Віру, змінює ставлення до неї — співчуття, ніжність, та надія на майбутній добробут переповнюють його.
Дія стрічки розгортається на генеральській дачі в Криму під Севастополем у пік панування Радянської влади над Україною. Ласкаве сонце чорноморського узбережжя, музика, мода, побут та розваги 1960-х років межують із таємною боротьбою за сфери впливу в радянських верхівках влади. Від результату цієї боротьби залежать долі генерала, його вагітної доньки та водія Віктора.

## У ролях
- Ігор Петренко — Віктор, водій
- Альона Бабенко — Віра Сєрова
- Богдан Ступка — Сергій Вадимович Сєров, генерал-лейтенант
- Андрій Панін — капітан Савельєв
- Катерина Юдіна — Ліда
- Марина Голуб — Зінаїда
- Валерій Баринов — генерал Клименко
- Наталя Гудкова — Анжела
- Аліса Гребенщикова — Руда
- Дмитро Висоцький — Рохес
- Олександр Дедюшко — гебіст
- Галина Петрова — тітка Віри

## Кошторис та касові збори
Кошторис фільму склав $3,0 млн.
За даними Держкіно збори стрічки в Україні склали $140 тис. За даними BOM збори поза Україною, закордоном, склали $2.6 млн.. Таким чином загальні збори стрічки склали приблизно $2.78 млн.

## Нагороди
Фільм має 7 нагород та 7 номінацій.
- 2005 — «Ніка» за найкращу музику
- 2004 — «Золотая троянда» — головний приз відкритого кінофестивалю Кінотавр

## Скандали
У 2005 році Україна висунула стрічку на премію «Оскар» у номінації за найкращий фільм іноземною мовою, але оскільки з українського у фільмі були лише зйомки на території України, а все решта було російське — російський режисер, російські актори та російська мова фільму, то Американська Академія відхилила заявку фільму бути представленою як український фільм.